# ガーバイ
ガーバイ（ベトナム語：Thành phố Ngã Bảy / 城庯我𠤩?）はハウザン省にある都市である。

## 概要
4つの坊 (phường)と2つの社を有する。
- ヒエップロイ坊（Hiệp Lợi / 協利）
- ヒエップタイン坊（Hiệp Thành / 協城）
- ライヒエウ坊（Lái Hiếu / 賴好）
- ガーバイ坊（Ngã Bảy / 我𠤩）
- ダイタイン社（Đại Thành / 大城）
- タンタイン社（Tân Thành / 新城）